# 15133 Салліван
15133 Салліван (15133 Sullivan) — астероїд головного поясу, відкритий 9 березня 2000 року.
Тіссеранів параметр щодо Юпітера — 3,641.